# Wasserwerk Fuhrberg

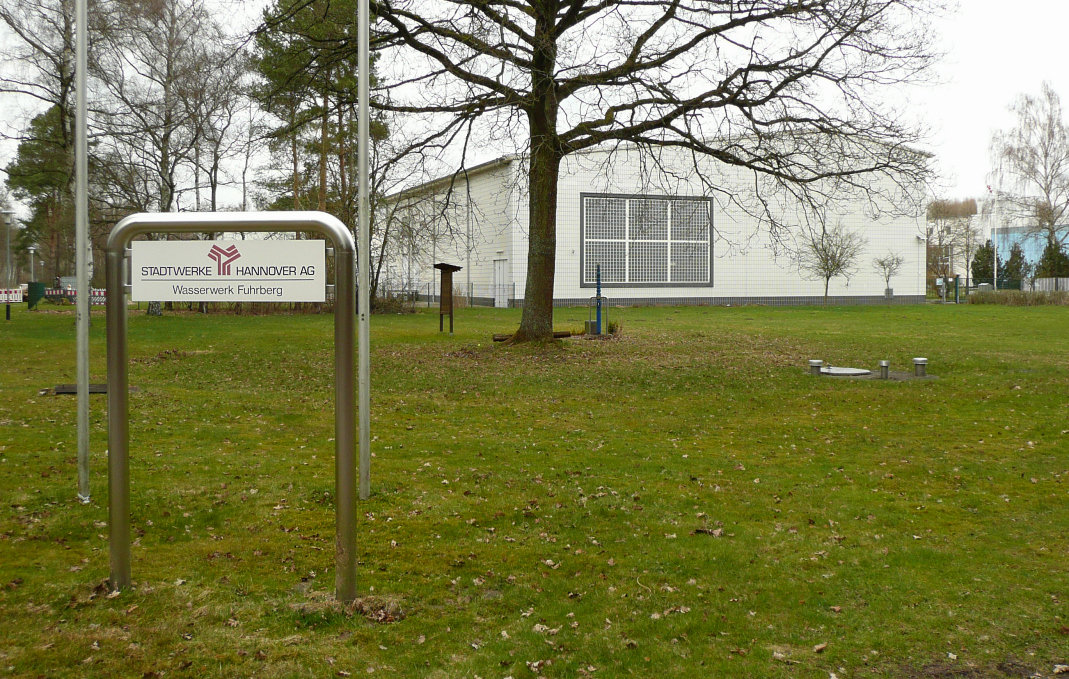
Wasserwerk Fuhrberg

Das Wasserwerk Fuhrberg befindet sich in Fuhrberg im nördlichen Teil der Region Hannover. Das von 1959 bis 1964 erbaute Wasserwerk versorgt circa 45 Prozent der rund 650.000 Menschen in den Teilen der Region Hannover mit Trinkwasser, die im Versorgungsgebiet der Stadtwerke Hannover liegen.
Die Kapazität beträgt etwa 86.400 m³ pro Tag.

## Lage
Das Wasserwerk befindet sich in Fuhrberg, etwa 25 km nördlich von Hannover im Wasserschutzgebiet Fuhrberger Feld, einem Talsandgebiet der Aller. Das Wasserschutzgebiet wird begrenzt durch eine gedachte Line zwischen Hannover und Celle, der Aller und der BAB 7. Das Wassergewinnungsgelände gliedert sich in drei Schutzzonen. Mit Schutzzone I wird der Fassungsbereich bezeichnet, in dem die Brunnenanlagen stehen. Dieser eingezäunte Bereich ist von jeglicher anderen Nutzung ausgeschlossen. Schutzzone II ist dadurch gekennzeichnet, dass das Wasser 50 Tage benötigt, um unterirdisch vom äußeren Rand bis zum Brunnen zu fließen. Die weitere Schutzzone, die Schutzzone III entspricht dem Wasserschutzgebiet Fuhrberger Feld.

## Wassergewinnung und Reinigung

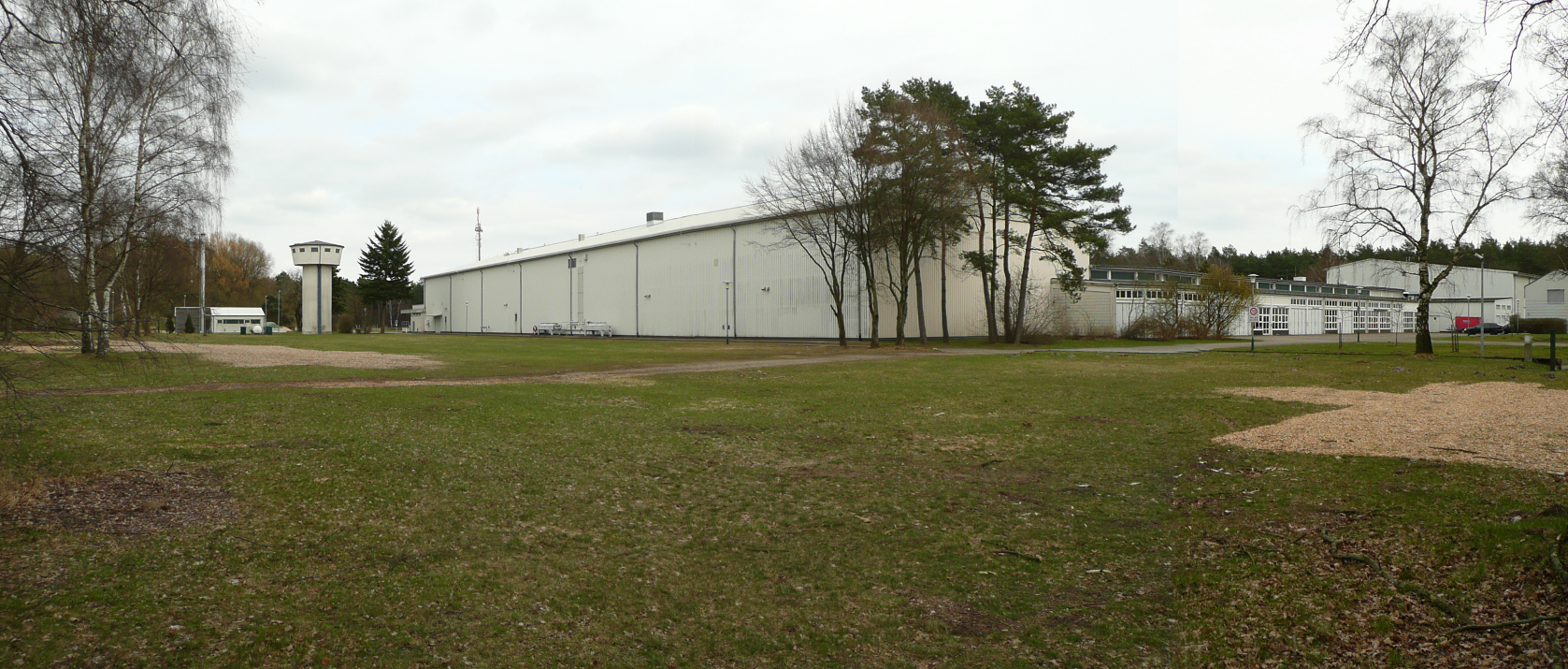
Betriebsgelände

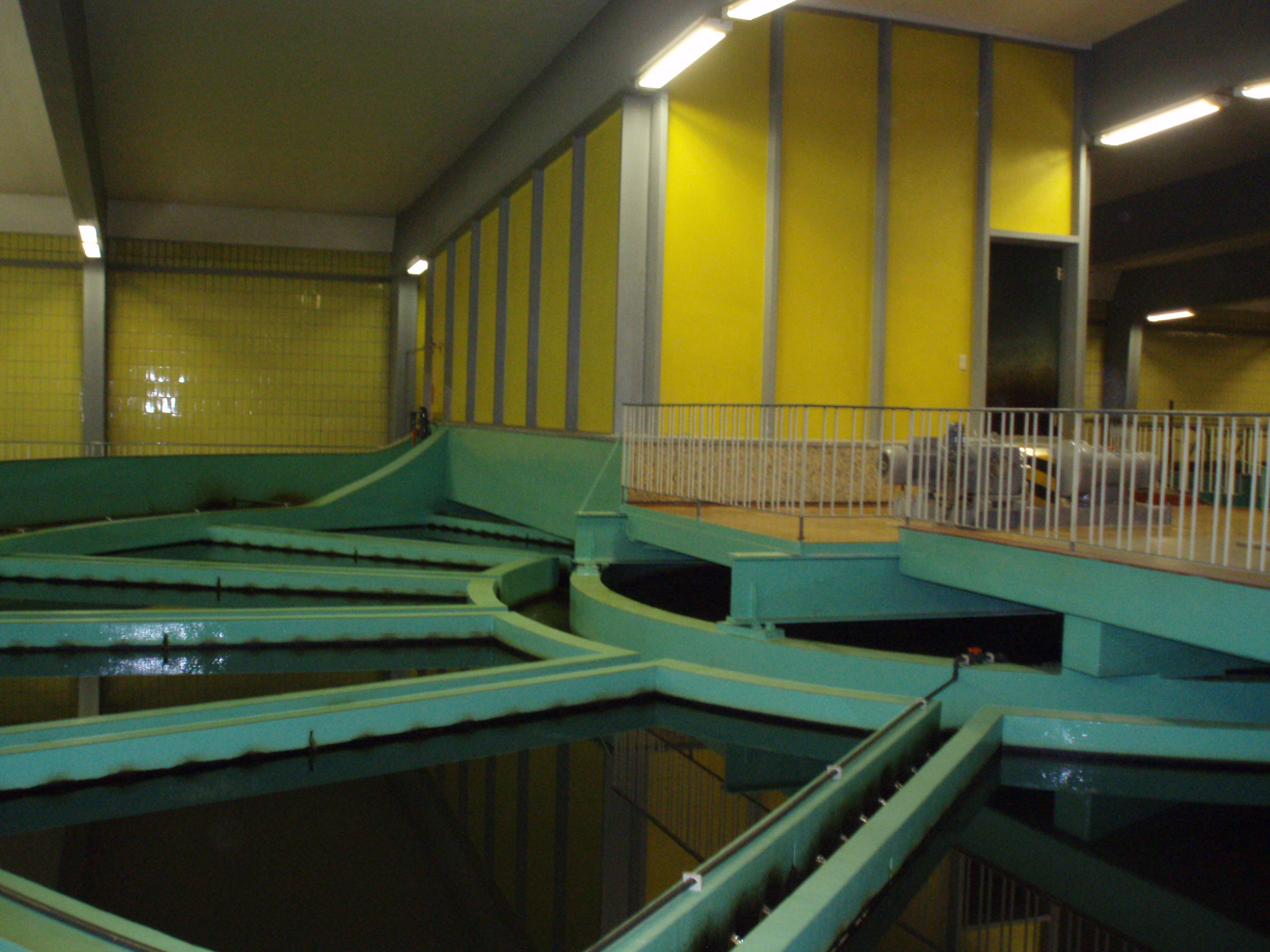
Accelator im Wasserwerk Fuhrberg

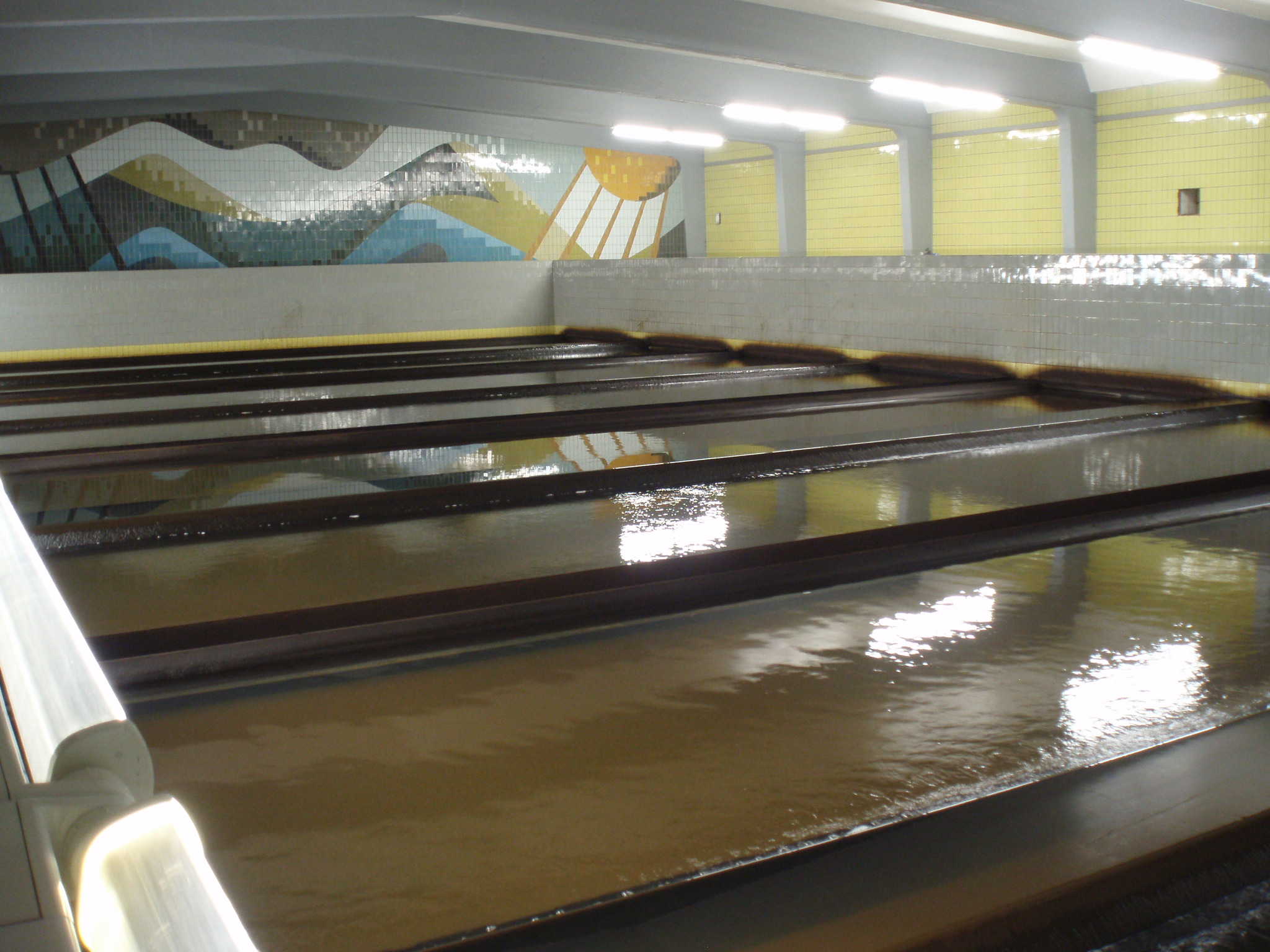
Filterhalle im Wasserwerk Fuhrberg

Das Trinkwasser wird aus natürlich durch Niederschlag gebildetem Grundwasser gewonnen. Dazu wurden fünf Horizontal-Filterbrunnen in fünfundzwanzig Meter Tiefe eingebracht. Ein Horizontal-Filterbrunnen besteht aus einem vertikal eingebrachten Schacht von bis zu vier Meter Durchmesser, von dem im Schnitt acht bis zehn horizontale Filterstränge mit einer Einzellänge von 32 bis 70 Metern ausstrahlen. Aus diesen fünf Brunnen können bis zu 4.000 Kubikmeter Wasser pro Stunde dem Wasserwerk zugeführt werden.
Im Wasserwerk eingetroffen, wird das Wasser der fünf Brunnen im Mischturm vermengt, um das den Reinigungsvorgängen zuzuführende Wasser möglichst homogen zu halten. Im Mischturm wird es auf ausreichende Höhe gepumpt, um die folgenden Stationen des Wasserwerks im freien Gefälle durchlaufen zu können.
Die im Grundwasser gelösten Stoffe wie Huminstoffe, Mangan und Eisen werden in der Aufbereitung aus dem Wasser entfernt. In den Belüftungskammern wird das Wasser zur Oxidation von Mangan und Eisen mit Luftsauerstoff angereichert. Die Accelatoren dienen zum Entfernen der oxidierten Eisenverbindungen. Dazu werden Flockungsmittel hinzu gegeben, an denen sich Humidstoffe und Eisenverbindungen anreichern. Diese Flocken setzen sich in den Accelatoren ab und werden von Zeit zu Zeit geräumt.
Nachdem das Wasser die Accelatoren verlassen hat, wird ihm Kalkhydrat zugegeben. In der Filterhalle wird es über offenen Filterkies geführt. Dabei werden Reste von Huminstoffen und Eisen entfernt. Durch Mikroorganismen wird Ammonium zu Nitrat gewandelt. Mangan wird abgeschieden. Die Reinigung ist abgeschlossen.
Die durchschnittliche Verweildauer von als Niederschlag auftretendem Wasser im Boden beträgt circa 30 Jahre, bis es über die Brunnen in das Wasserwerk gelangt.

## Versorgungsgebiet
Die Stadtwerke Hannover versorgen folgende Gemeinden: Hannover, Laatzen, Langenhagen, Seelze und teilweise die Gemeinden Hemmingen (Niedersachsen) und Ronnenberg. In diesem Versorgungsgebiet wird ein Anteil von circa 45 Prozent durch das Wasserwerk Fuhrberg in das Leitungsnetz eingespeist. Da es sich um ein Gesamtnetz handelt, lässt sich ein exaktes Versorgungsgebiet, welches durch das Wasserwerk Fuhrberg versorgt wird, nicht bestimmen.

## Sonstiges
Am Wasserwerk befindet sich ein Trinkwasser-Erlebnispfad. An dreizehn Stationen ist für jeden zugänglich der Weg des Wassers zum Wasserwerk naturnah zu erleben. Am 13. September 2009 wurde das 50-jährige Bestehen des Wasserwerkes mit einem Tag der offenen Tür begangen.